# Pila (Stubičke Toplice)
Pila est un village de la municipalité de Stubičke Toplice (comitat de Krapina-Zagorje) en Croatie. Au recensement de 2011, le village comptait 175 habitants.